# Estación de ferrocarril de Lhasa
La Estación de Lhasa (en tibetano: ལྷ་སའི་འབབ་ཚུགས་, ZWPY: Lhasai babcug, en chino tradicional, 拉薩站; en chino simplificado, 拉萨站; pinyin, Lāsà zhàn) es la principal estación de ferrocarril de Lhasa, capital de la Región autónoma del Tíbet, China. Se encuentra en el distrito Doilungdêqên, al sur del río Lhasa a una altitud de 3641 metros. La estación fue inaugurada en julio de 2006 y es la parada final del ferrocarril Qinghai-Tíbet, la estación más grande de la sección Golmud-Lhasa y es gestionada por China Railway Qingzang Group, una división de China Railways.

## Estructura
La estación principal de la estación de Lhasa tiene 340 metros de largo y 60 metros de ancho, con un área de construcción total de aproximadamente 23 600 metros cuadrados. El rendimiento diario de pasajeros está diseñado para llegar a 2700 personas. El cuerpo principal de la estación está dividido en tres pisos, uno subterráneo y dos por encima del suelo. En términos de función, se centra en el diseño "orientado a las personas". La estación tiene cuatro salas de espera, una de las cuales está equipada con escaleras mecánicas para acortar el tiempo de entrada y salida y también para reducir el consumo de energía de los pasajeros. El consultorio médico ofrece instalaciones de suministro de oxígeno para atender a los pasajeros que no se encuentran bien. El área de servicio de logística se encuentra en los lados este y oeste del edificio de la estación principal, y proporciona procesamiento de correo, transporte de carga, suministro de agua y electricidad y otros servicios para la estación. Las instalaciones de calefacción utilizan abundante energía solar local como materia prima para reducir el daño al medio ambiente.
El edificio de la estación de Lhasa se basa en el edificio de estilo palacio de Potala, con colores rojo, blanco y amarillo como colores principales. La estructura principal es cursiva, de sur a norte, con una ventana estrecha en el medio. El edificio de la estación utiliza losas de hormigón de color blanco y bermellón con características tibetanas, que tienen las características de color brillante y desvanecimiento a largo plazo. Se construyó una cúpula aérea en el techo y el tramo es actualmente el más grande entre las estaciones de ferrocarril en China continental. El rótulo «Estación de Lhasa» en la cúpula está escrito en chino y tibetano.

## Imágenes

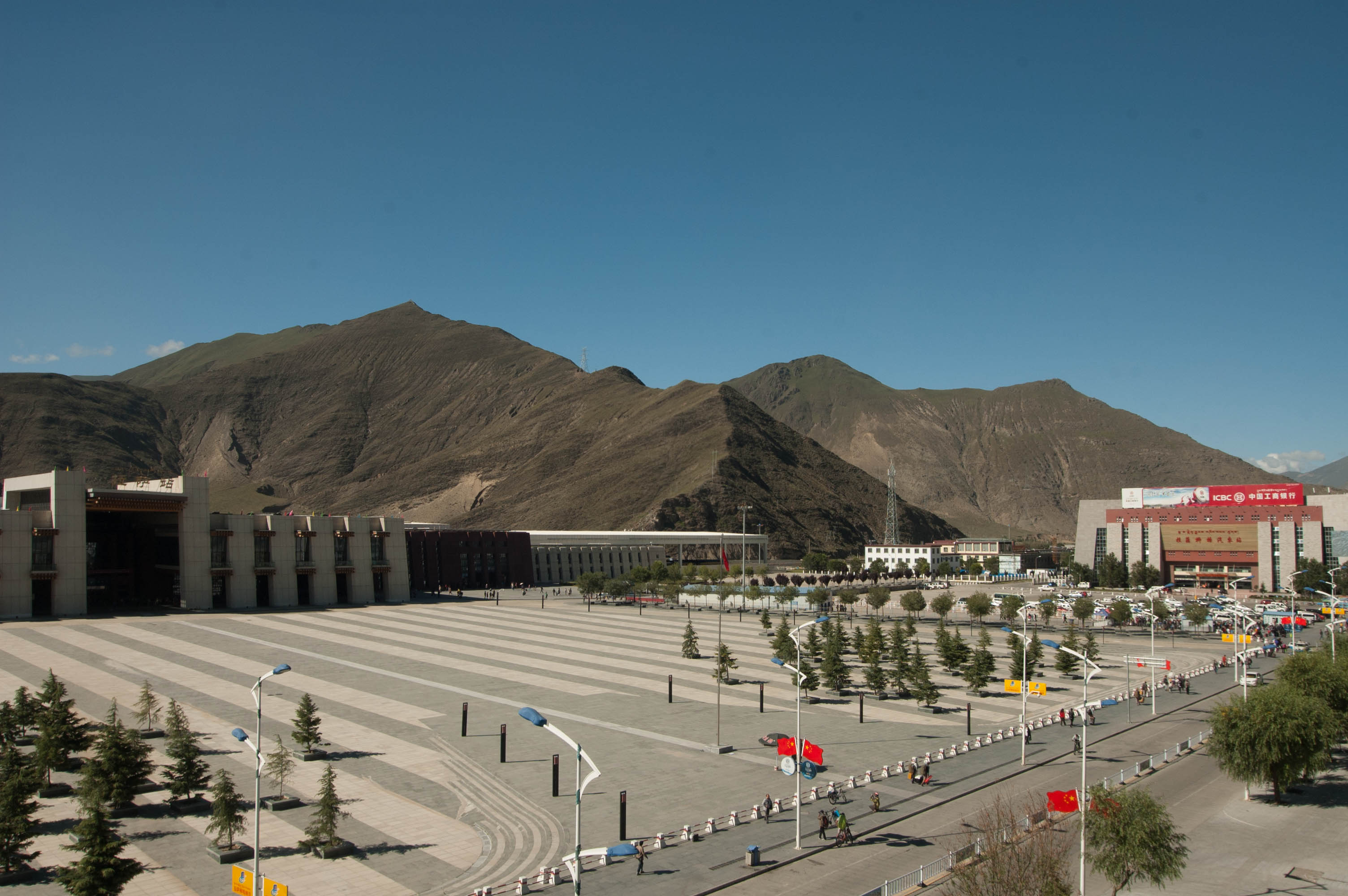
Parada de bus y alrededores
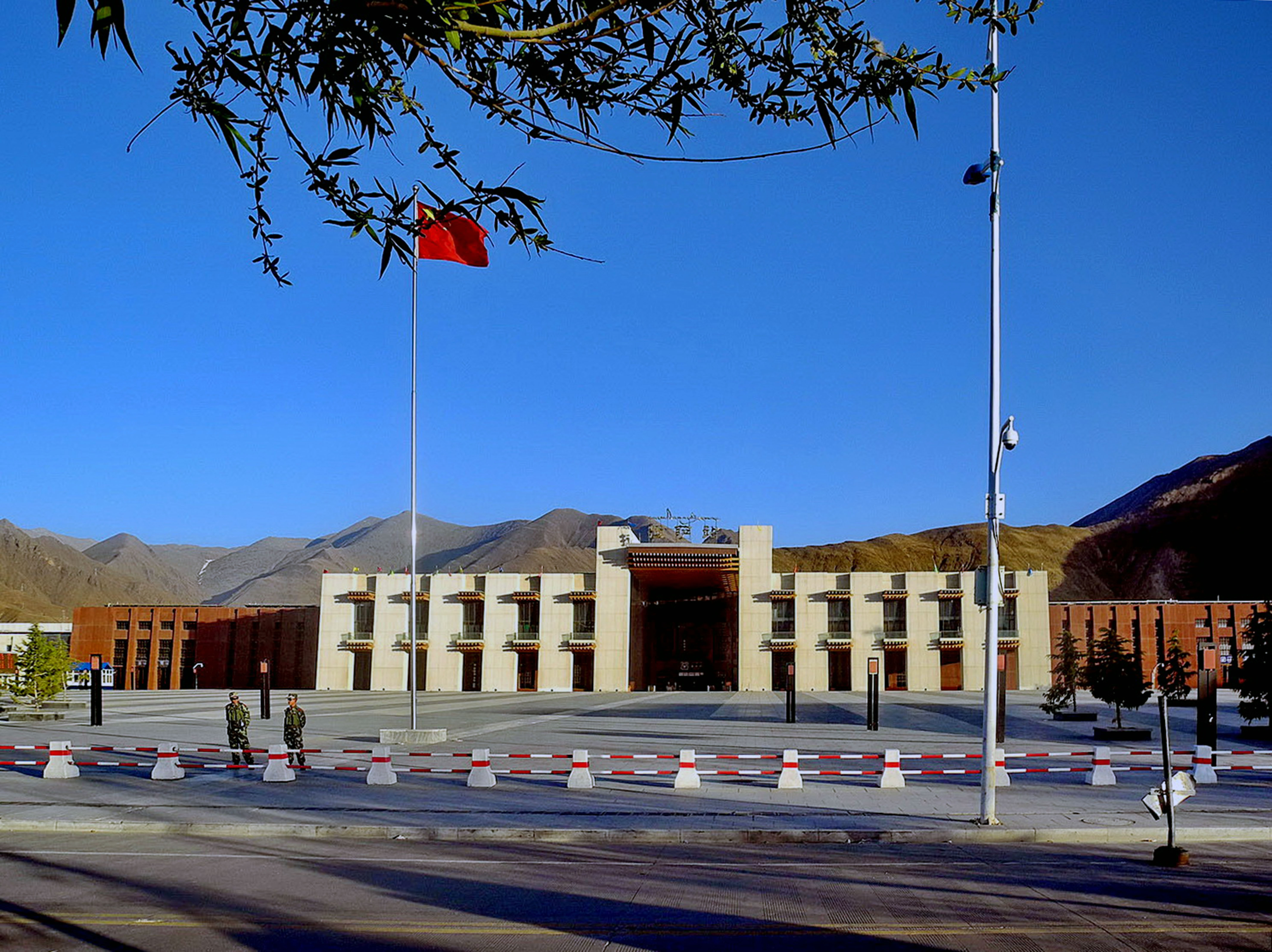
Fachada principal
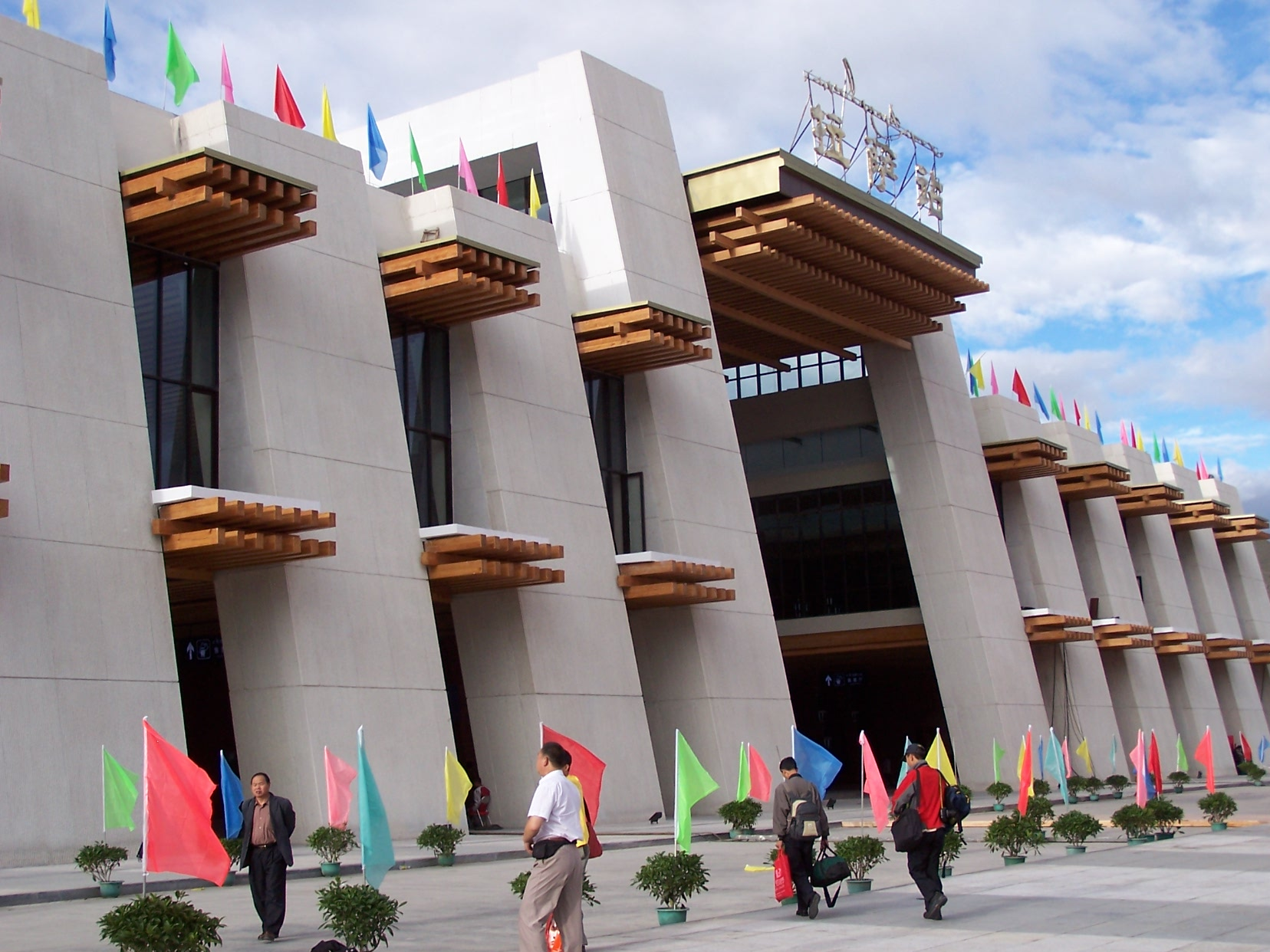
Entrada
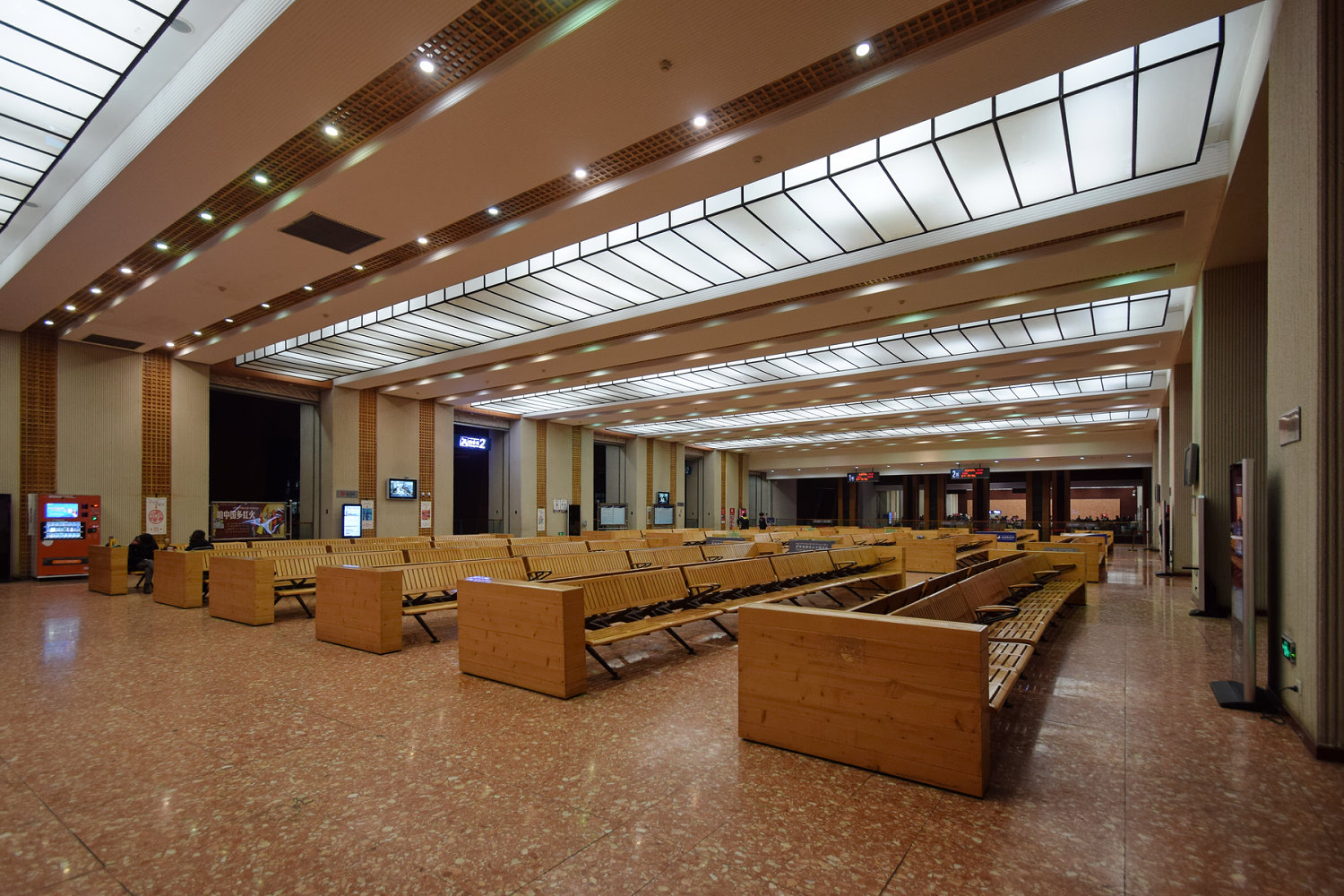
Una sala de espera
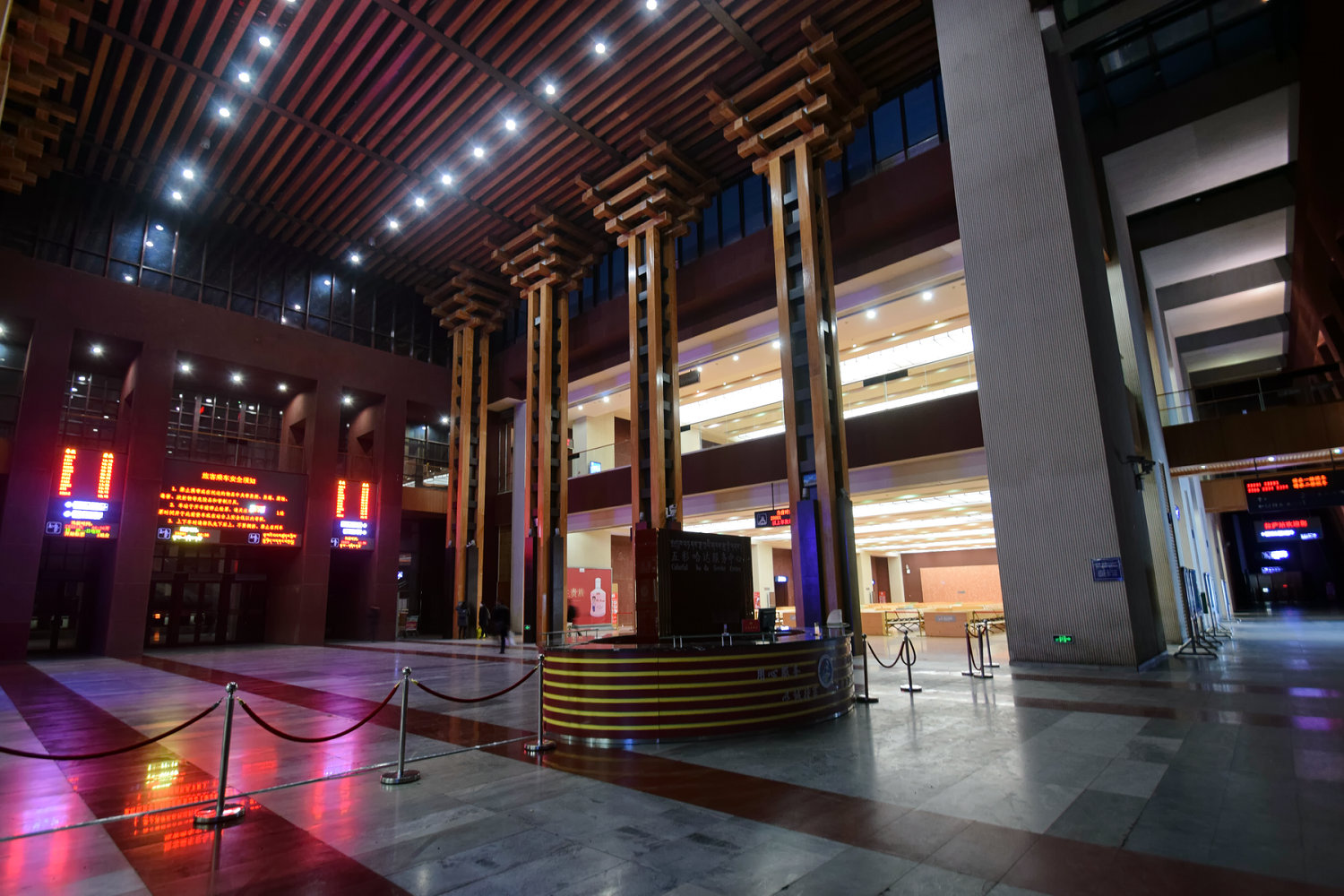
Recibidor principal
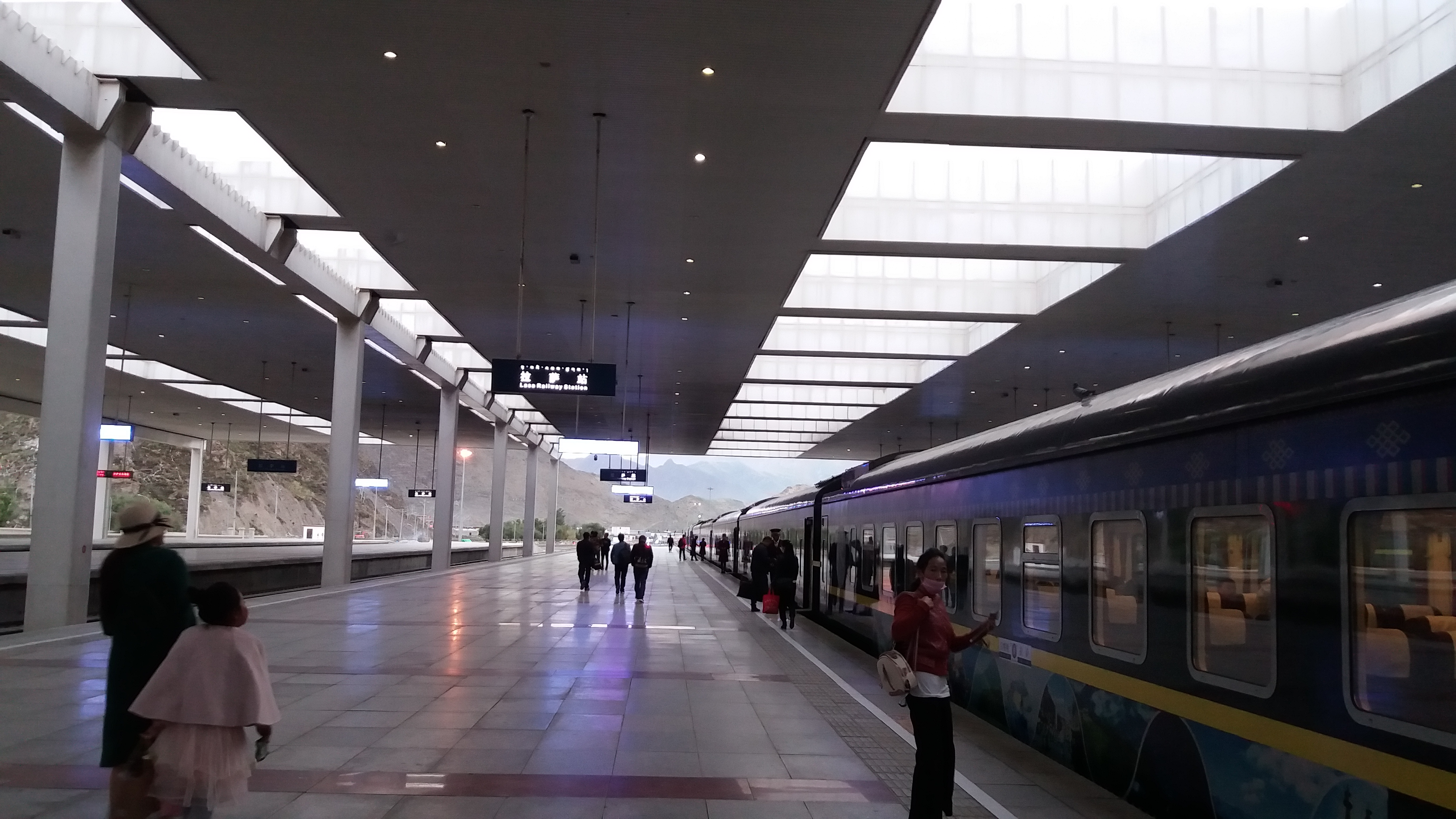
Interior de las plataformas